# هندسة مدنية

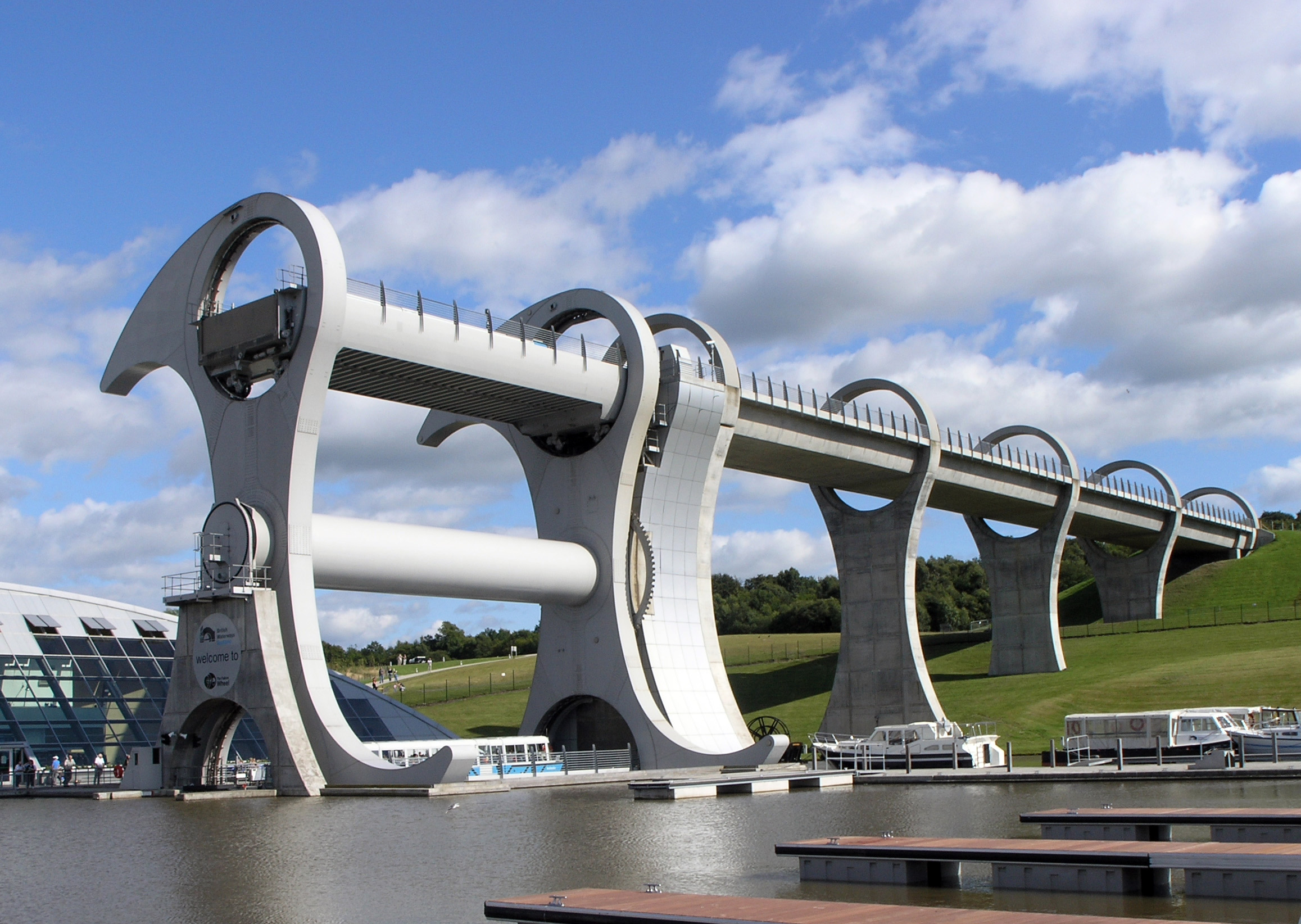
عجلة فالكيرك في اسكتلندا.

الهندسة المدنية (بالإنجليزية: Civil engineering) أحد فروع الهندسة والمعنية بدراسة وتصميم وتحليل المنشآت المدنية المختلفة كالأبنية السكنية والخدمية والطرق والجسور والأنفاق والمطارات والموانئ وشبكات إمداد مياه الشرب ومحطات ضخ المياه وشبكات الصرف الصحي ومحطات التنقية ومعالجة المياه والسدود وكذلك مشاريع الري، والإشراف على عمل هذا المنشآت أثناء فترة استمرارها، لذا لا يجوز حصر هذا العلم بأنه العلم المعني بالتصميم وحده فقط.
وهي كأي علم تتطور باستمرار ودون توقف وفي الآونة الحديثة ترابطت مع التطور الصناعي بشكل كبير لإنتاج مواد إنشائية جديدة ومتطورة تفي بالمتطلبات التي تكون دائما متزايدة من المجتمع.
ومن الأمثلة على ذلك البلاستيك المسلح بالألياف الزجاجية والذي يعد مادة خفيفة الوزن وذات صلابة عالية تقارب صلابة الصخر وتصنع بقوالب حسب التصميم المطلوب واللون المطلوب، فتستطيع الحصول على مبنى بأقواس وقناطر وواجهات كأنها حجرية ولا يمكن تمييزها إلا بصعوبة وبنفس الوقت وزنها لايساوي 20% من وزن نفس الحجم من الحجر الطبيعي. كذلك الخرسانة المسلحة بالألياف الزجاجية والتي تمتاز بالقوة الكبيرة والمتانة والصلابة.

## تاريخ الهندسة المدنية
الهندسة المدنية هي فرع من فروع الهندسة وأكثرها التصاقا بنشأة الإنسان وتطوره عبر السنين والعصور، والمحفز الأساسي للمنتجات المعملية.
يصعب تحديد تاريخ نشأة وبداية الهندسة المدنية، إلا أن تاريخ الهندسة المدنية هو مرآة لتاريخ البشر على هذه الأرض. فالإنسان القديم عندما يحتمي بالكهوف من عوامل الطقس والبيئة القاسية، وعندما يستغل جذع شجرة لعبور نهر فهذا من صميم الهندسة المدنية. لقد ولدت مع ولادة الإنسان الأول منذ بدأ البحث عن مأوى يضمه.
وعبر العصور والسنين تقف معالم الهندسة المدنية شاهداً على حضارات الشعوب وعلى بلوغ الهندسة المدنية لمواقع مهمة في تاريخ وحياة تلك الحضارات والشعوب...
فأهرامات الجيزة في مصر وحدائق بابل المعلقة وسور الصين العظيم ما هي إلا شواهد مدنية قائمة علي تطور حضارات تلك الشعوب ورقيها. ويعلم الجميع بأن ما يقال عن عجائب العالم السبعة ما هي إلا معالم من منجزات مهندسي تلك الشعوب وتلك الحضارات.
حيث تم بناء سور الصين العظيم في فترة قياسية لا تزيد عن عشر سنوات، وبطول يزيد عن 2500 كيلومترا، وكان ذلك سنة 200 قبل الميلاد. وفي الامبراطورية الرومانية كانت شبكات الطرق المعبدة بالآجر تربط مدن الامبراطورية وتدعم سيل التجارة.
ولعل أول ذكر لكلمة الهندسة المدنية قد جاء في تاريخ الإمبراطورية الرومانية حيث صنفت الهندسة لفرعين هما الهندسة العسكرية، وتعنى بالقلاع والحصون وتطوير السلاح، والهندسة المدنية وتعنى بالإنسان واحتياجاته مثل تشييد المساكن وتعبيد الطرق وبناء الجسور والسدود وشق القنوات للزراعة وجلب الدولة الإسلامية؛ حيث تفنن البناؤون والمهندسون العرب في بناء المساجد والكنائس التي لا تزال قائمة تؤدى الصلوات فيها حتى الوقت الحاضر كأكبر شاهد على فن العمارة الإسلامية والمسيحية الراقية... وغيرها الكثير من القصور والدور التي لا يزال الناس يسكنون فيها حتى يومنا هذا.

### مهنة الهندسة المدنية
كانت الهندسة جزءًا من الحياة منذ بداية وجود الإنسان. يمكن القول بأن أقدم ممارسة للهندسة المدنية بدأت بين 4000 و2000 قبل الميلاد في مصر القديمة وحضارة وادي السند وبلاد ما بين النهرين (العراق القديم) عندما بدأ البشر في التخلي عن حياة الترحال، ما أوجد حاجة لبناء المأوى. خلال هذا الوقت، أصبحت وسائل النقل مهمة بشكل متزايد ما أدى إلى تطوير العجلة والإبحار.
حتى العصور الحديثة، لم يكن هناك تمييز واضح بين الهندسة المدنية والعمارة، وكان مصطلح المهندس والمعماري في الغالب يعود إلى اختلافات جغرافية تشير إلى نفس المهنة وغالبًا ما تُستخدم بالتبادل. يُعتبر بناء الأهرامات في مصر (نحو 2700-2500 قبل الميلاد) من أوائل أمثلة بناء الهياكل الكبيرة في التاريخ. تشمل الإنشاءات الهندسية المدنية القديمة الأخرى نظام إدارة قنوات المياه في إيران الحديثة (يتجاوز عمر أقدمها 3000 عام ويبلغ طوله أكثر من 71 كيلومترًا)، ومعبد بارثينون الذي أنشأه إكتينوس في اليونان القديمة (447- 438 قبل الميلاد)، وطريق أبيان الذي أنشأه المهندسون الرومان (نحو عام 312 قبل الميلاد)، وسور الصين العظيم الذي أنشأه الجنرال مينغ تيان بأوامر من الإمبراطور تشين شي هوانغ تي (نحو عام 220 قبل الميلاد) والستوبا التي بُنيت في سريلانكا القديمة مثل جيتافانارامايا وأعمال الري الواسعة في أنورادابورا. طور الرومان الهياكل المدنية في جميع أنحاء إمبراطوريتهم، بما في ذلك القنوات المائية والمساكن والموانئ والجسور والسدود والطرق.
في القرن الثامن عشر، صيغ مصطلح الهندسة المدنية ليشمل جميع الأمور المدنية مقابل الهندسة العسكرية. في عام 1747، أُنشئت أول مؤسسة لتعليم الهندسة المدنية، المدرسة الوطنية للجسور والطرق في فرنسا؛ وتبعتها المزيد من المدارس في بلدان أوروبية أخرى، مثل إسبانيا. كان أول مهندس مدني أعلن عن نفسه هو جون سميتون، الذي بنى منارة إيديستون. في عام 1771، شكّل سميتون وبعض زملائه جمعية المهندسين المدنيين سميتون، وهي مجموعة من رواد المهنة الذين اعتادوا الاجتماع بشكل غير رسمي على العشاء. على الرغم من وجود أدلة على بعض الاجتماعات الفنية، كانت أكثر من مجرد مجتمع اجتماعي.
في عام 1818، تأسست مؤسسة المهندسين المدنيين في لندن، وفي عام 1820 أصبح المهندس البارز توماس تيلفورد أول رئيس لها. حصلت المؤسسة على ميثاق ملكي في عام 1828 يعترف رسميًا بالهندسة المدنية مهنة.

## أقسام الهندسة المدنية
تنقسم الهندسة المدنية إلى:
- هندسة الإنشاءات: وتختص بتصميم وتنفيذ المنشآت المعدنية والخرسانية والخشبية، السكنية والصناعية.
- هندسة المواصلات: وتختص بتصميم وإنشاء الطرق وهندسة النقل وهندسة المرور.
- هندسة المساحة والجيوديزيا: وتختص بدراسة الأبعاد المساحية والمواقع الجغرافية الهندسية.
- هندسة الموائع: وتختص بدارسة خصائص الموائع وأثرها على المنشئات «مثل أثر الرياح على المباني أو ضغط المياه على السدود وما إلى ذلك».
- هندسة صحية: وتختص بتصميم وتشغيل أنظمة الصرف الصحي ومحطات المياه.
- هندسة الري: وتختص بدراسة أساليب التحكم في أنواع الري المختلفة والمنشآت المائية الزراعية.
- هندسة جيوتكنيكية: وتختص بدراسة الخواص الكيميائية والفيزيائية والميكانيكية لمواد التربة والصخور وتقنياتها، ودراسة تصميم الأساسات والأنفاق والمنشآت المطمورة وتسمى بـ «مكيانيكا التربة» أو «الجيوتكنيك».
- هندسة الادارة والتشييد: وتختص بدراسة الكميات وتنفيذ المنشآت بأقل كلفة ممكنة وأسرع وقت ممكن وإدارة موقع العمل
- هندسة السدود والموارد المائية: ويختص بتصميم المنشأت المائية والبنى التحتية والأساسات وكذلك التصاميم الهيدروليكية
- هندسة الشواطئ والمنشآت البحرية: ويختص بتصميم وتنفيذ الموانى والمنشآت البحرية من أرصفة وحواجز أمواج وكذلك سبل حماية الشواطئ وبناء وصيانة  الموانىء واصلاح مرافقها وتصنيع وتطوير مواد بناء مناسبة للبيئة البحرية كالخرسانة وغيرها.

## المهندس المدني
المهندس المدني هو المهندس المسؤول عن وضع التصاميم الإنشائية للمخططات المعمارية بما يطابق المواصفات العالمية المتبعة في ذلك البلد والإشراف على تنفيذها موقعيا ويعمل كـ:
- مهندس تصاميم إنشائية.
- القيام بالحسابات التقديرية والتكلفة.
- مهندس تنفيذ.
- مدير موقع بناء.
- مهندس مياه.
- مهندس طرق وجسور.
- مهندس البنية التحتية.
- إدارة المشاريع.
- حسابات الحمولات على الأبنية والجسور.
- مهندس ضبط الجودة.
- مهندس ضبط السلامة في مواقع الإنشاء.
- مهندس تفجير.

## الإدارة الهندسية
وتعتبر الإدارة الهندسية للمشروع من أهم العناصر المساهمة في إنجاح العمل أو فشله، ولا يخفى على أحد ما للإدارة في أي مجال من أهمية خاصة في انجاح العمل، وخاصة في مجال مشاريع البناء، التي تعتبر أكثر تعقيدًا إداريًا وعمليًا من معظم مجالات الإدارة الأخرى، وكمقارنة بسيطة لتقدير أهمية ذلك، فإن مصنع سيارات مثلاً إن أنجز سيارة وأجرى عليها الاختبارات فبإمكانه تعديلها بكل بساطة حتى الحصول على المنتج المطلوب ومن ثم نسخه إلى أعداد كبيرة، دون خسارة تذكر لا في الوقت ولا في الكلفة، بينما المشاريع العمرانية فلا يمكن بناء مشروع ثم تعديله تماماً بل يجب توقع كل العيوب مسبقاً وتلافيها، وهنا لا بد من حسن الإدارة وبراعة القيادة، وعبقرية إيجاد الحلول والبدائل.
وحديثاً أصبح تخصص إدارة المشاريع يدرس كدراسات عليا (ماجستير ودكتوراه) في كثير من الجامعات، بل إن هناك تخصصات متعددة داخل هذا العلم المتولد من تزاوج العلمين العريقين الإدارة والهندسة المدنية.
وينصح كثير من الخبراء بأن يكون المقدم على هذا التخصص ذو فطرة (شخصية) قيادية وإدارية، لينجح في تسيير مشروعه.

## جمعيات ومنظمات
- الجمعية الأمريكية للمهندسين المدنيين
- معهد المهندسين المدنيين
- الجمعية السعودية للهندسة المدنية